# 李天麟
李天麟（1555年—1611年），字仲仁，號祥宇，牧馬千戶所軍籍，山東濟南府武定州人，明朝政治人物。

## 生平
萬曆七年順天府鄉試第一百名，八年（1580年）庚辰科會試第一百五名，登三甲第四十二名進士。吏部觀政，授祥符县知县，十三年七月选授浙江道試御史，十五年两浙巡盐，十六年差巡按淮扬。丁憂归乡。十九年八月復除云南道御史，二十年监试会试，巡按湖广，二十二年二月升河南按察司副使，本年准致仕。二十九年五月起补陕西副使，三十三年九月升右参政，照旧管事，三十六年五月官至陝西按察使。万历三十七年（1609年）十月，與陕西布政使汪可受、参政熊应占、闵洪学及副使陈宁、段猷显等修建關中書院，請馮從吾講學其中。三十九年调任江西按察使，不久去世。著有《词致录》十六卷。

## 家族
曾祖李紳；祖父李銘；父李程崑，曾任州吏目。母于氏；繼母唐氏。